# Saison 2011-2012 de l'Union sportive dacquoise
La saison 2011-2012 de l'Union sportive dacquoise est la huitième saison du club landais en seconde division du championnat de France, la troisième consécutive depuis son retour au sein de l'antichambre de l'élite du rugby à XV français.
L'équipe évolue cette saison de Pro D2 sous les directives des entraîneurs David Darricarrère et Frédéric Garcia. Après un exercice assurant le maintien de justesse, le club réalise une surprenante saison. Occupant les trois premières places tout au long de l'année sportive, les joueurs connaissent un coup de mou lors du dernier quart et ratent de peu la demi-finale à domicile. Contraints de se déplacer chez le voisin montois où ils s'inclineront, les rouge et blanc retiennent une saison satisfaisante en contraste avec la précédente.

## Avant-saison

### Objectifs du club - Transferts estivaux
Après une saison calamiteuse, les dirigeants dacquois enregistrent l'arrivée de David Darricarrère, écarté des bancs du Stade rochelais, pour accompagner Frédéric Garcia à la suite de la mise à l'écart de Jean-Philippe Coyola. Si aucun objectif n'est officiellement annoncé, la priorité est de tourner la page avec un effectif largement remanié. À la suite de près de 18 mois d'indisponibilité, Jacques Deen met un terme prématuré à sa carrière avant la reprise de la saison, ce qui entraîne l'arrivée d'un premier joker médical précoce en la personne de Noa Soqeta.

### Préparation de la saison

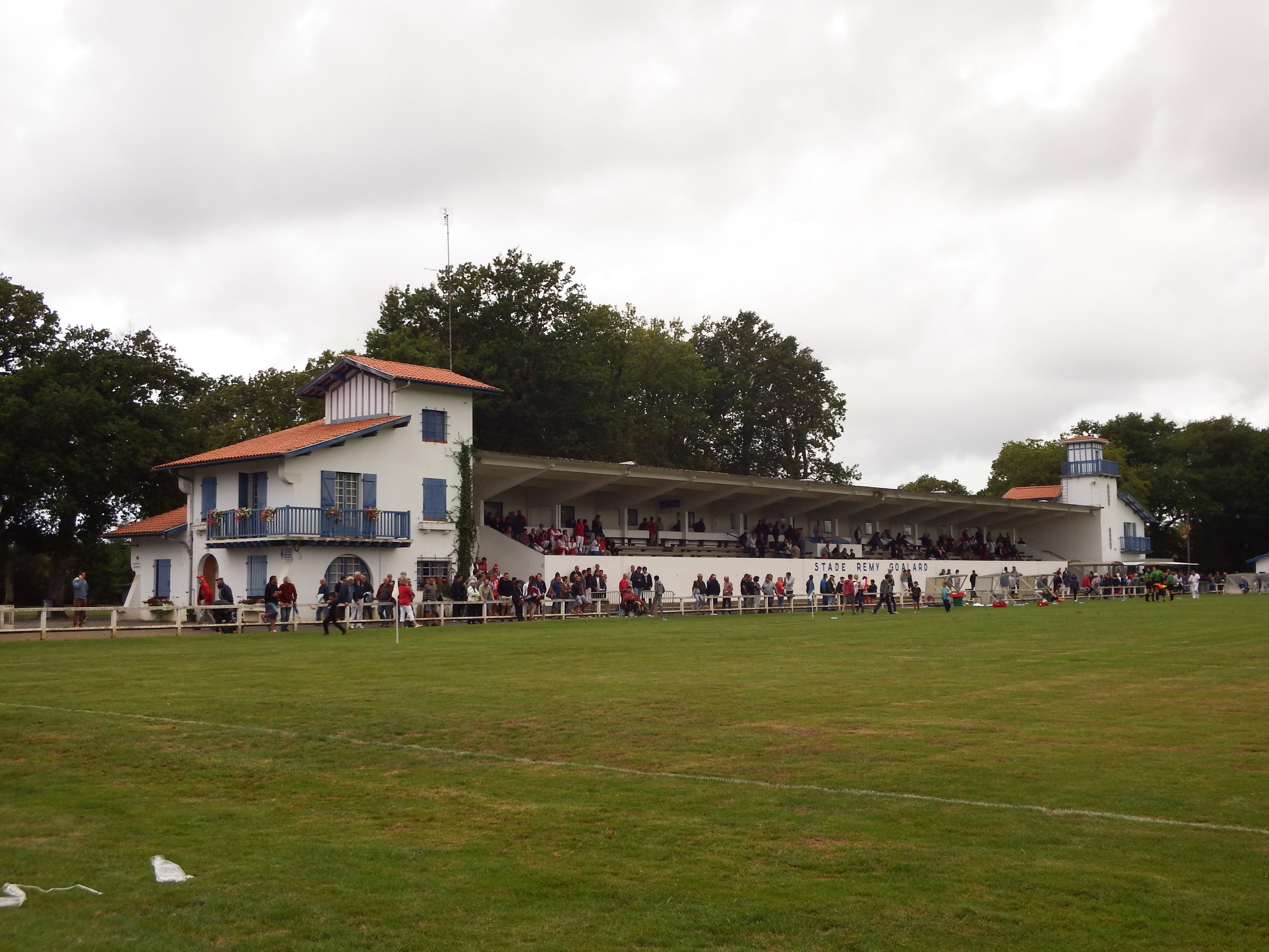
L'US Dax dispute son premier match amical à Soustons.

Le club de la cité thermale dispute trois matchs amicaux durant l'été, mais essuie trois défaites de rang contre le Stade montois (0-10), le Racing Métro 92 (3-31) et la Section paloise (10-25).

## Saison régulière

### Championnat

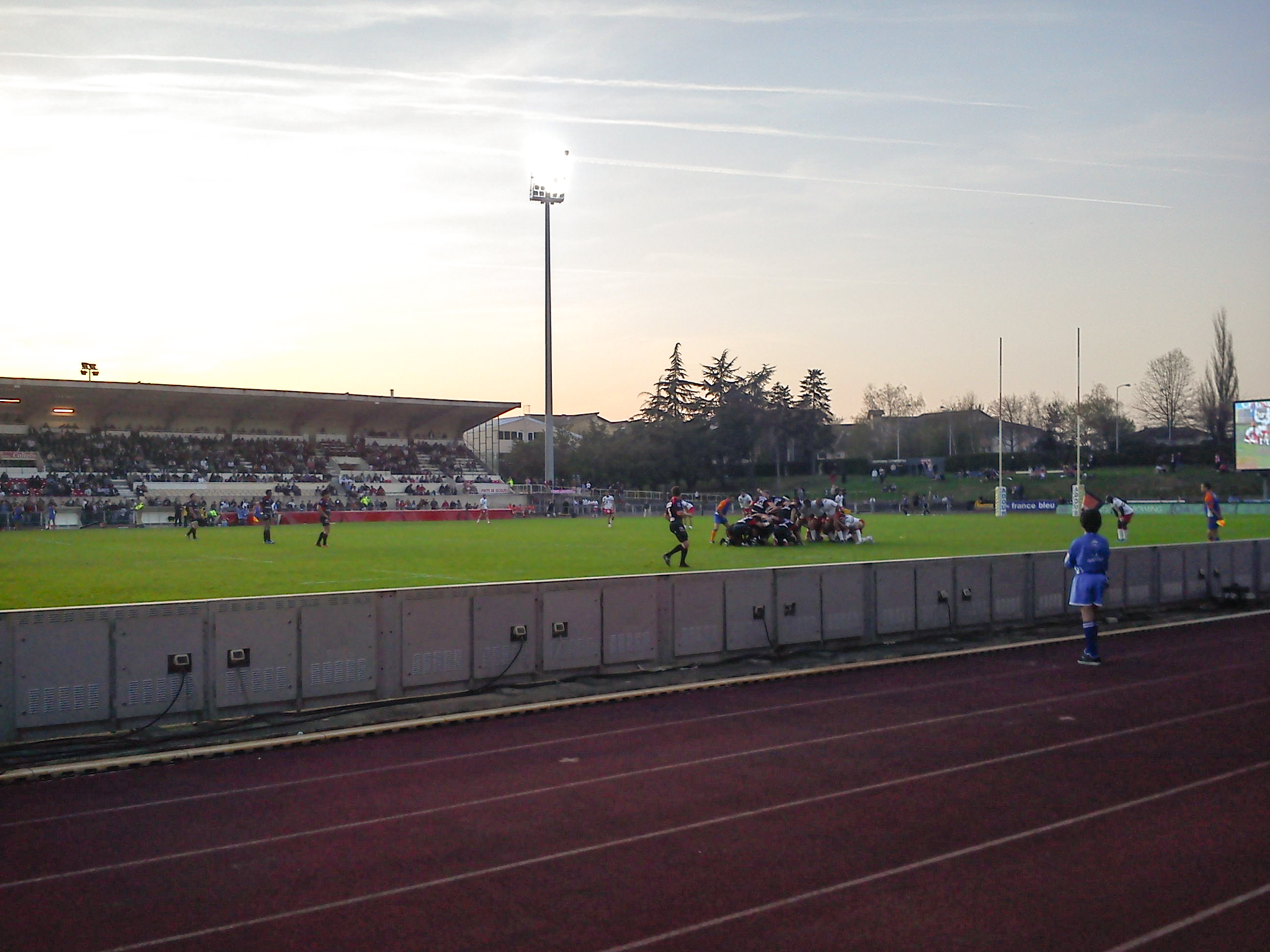
Malgré deux matchs nuls, l'US Dax ne concède aucune défaite à domicile, ici contre l'US Oyonnax.

Avec son précédent statut de club en lutte pour le maintien, l'US Dax s'installe en tête de championnat dès la seconde journée de la saison avec une chaîne de sept matchs sans défaite (six victoires et un nul) avant d'être arrêté par le voisin et rival montois. Les joueurs de la sous-préfecture continuent sur leur lancée et oscillent autour du fauteuil de dauphin, derrière le leader grenoblois, à l'exception d'une défaite surprise lors du déplacement chez le CA Périgueux, lanterne rouge, où les Landais s'inclinent et perdent de précieux points. Le petit poucet pointe ainsi à la seconde place à la trêve avec seulement trois défaites pendant la phase aller et surpasse ses objectifs en comparaison avec la saison difficile vécue un an plus tôt.
À cette même époque, des rumeurs insistantes planent au-dessus de l'USD et envoient l'entraîneur David Darricarrère, qui a contribué au succès surprise de son équipe, vers le SU Agen alors en Top 14. La seconde moitié du championnat met en évidence la baisse de performance des Dacquois, comme le démontre le bilan comptable des sorties hors du pré de Maurice-Boyau, avec deux victoires à l'extérieur et un seul point de bonus défensif. L'invincibilité à domicile reste néanmoins conservée tout au long de la saison. Ces mauvais résultats se répercutent au classement: placés entre la 2e et la 3e place depuis le début de l'année, les rouge et blanc sont éjectés vers la 4e place lors de l'ultime journée, synonyme de la perte du privilège d'accueillir la demi-finale à Dax.
La tâche s'annonce d'autant plus difficile étant donné que l'adversaire désigné est le Stade montois, donnant à cette phase finale un parfum de derby. Rapidement dépassés comme l'atteste le tableau de score à la mi-temps tournant à l'avantage des locaux 14-0, les Dacquois rassemblent leurs forces et redonnent du suspense à la confrontation, mais trop tardivement pour accrocher la victoire, s'inclinant 24-20 après une seconde mi-temps 10-20. Malgré une énorme déception, cette saison reste malgré tout une incroyable réussite, probablement encouragée par le désir de se débarrasser du goût amer de la dernière saison aux portes de la Fédérale 1, mais également par le travail collectif d'un nouvel effectif, d'après l'entraîneur David Darricarrère, qui rejoindra la saison suivante le SU Agen comme le prétendaient les rumeurs.

### Détail des matchs officiels
L'US Dax dispute 31 rencontres officielles durant la saison, participant au championnat de 2e division, phase finale incluse.

### Classement final et statistiques
L'US Dax termine le championnat à la quatrième place avec 18 victoires, 3 nuls et 9 défaites. Avec six points de bonus supplémentaires, le club dacquois totalise 84 points, soit trois de plus que le premier non qualifié, l'US Carcassonne, mais vingt-et-un points de moins que le leader du FC Grenoble, et autant de points que le dernier demi-finaliste, le Stade montois, qui devance les Dacquois au bénéfice des points terrain. L'USD finit neuvième attaque du championnat et douzième en termes d'essais marqués avec 36 unités. Sur le plan défensif, elle finit troisième défense et également à la troisième place des essais en laissant 27 fois sa ligne d'en-but franchie. Les représentants de la cité thermale sont les troisièmes moins disciplinés de la division avec 32 cartons jaunes pour un rouge.
| Rang | Club                    | J  | V  | N | D  | Bo | Bd | Pm  | Pe  | Diff | Pts |
| ---- | ----------------------- | -- | -- | - | -- | -- | -- | --- | --- | ---- | --- |
| 1    | FC Grenoble             | 30 | 22 | 1 | 7  | 10 | 5  | 727 | 398 | +329 | 105 |
| 2    | Section paloise         | 30 | 19 | 1 | 10 | 6  | 3  | 602 | 536 | +66  | 87  |
| 3    | Stade montois           | 30 | 19 | 0 | 11 | 3  | 5  | 569 | 453 | +116 | 84  |
| 4    | US Dax                  | 30 | 18 | 3 | 9  | 3  | 3  | 593 | 508 | +85  | 84  |
| 5    | Stade rochelais (R)     | 30 | 18 | 0 | 12 | 4  | 5  | 668 | 563 | +105 | 81  |
| 6    | US Carcassonne          | 30 | 17 | 2 | 11 | 1  | 8  | 659 | 616 | +43  | 81  |
| 7    | SC Albi                 | 30 | 14 | 0 | 16 | 6  | 10 | 630 | 633 | -3   | 72  |
| 8    | US Oyonnax              | 30 | 14 | 1 | 15 | 6  | 5  | 594 | 589 | +5   | 69  |
| 9    | CS Bourgoin-Jallieu (R) | 30 | 14 | 0 | 16 | 2  | 8  | 620 | 674 | -54  | 66  |
| 10   | FC Auch                 | 30 | 14 | 1 | 15 | 0  | 7  | 489 | 557 | -68  | 65  |
| 11   | Pays d'Aix RC           | 30 | 12 | 1 | 17 | 1  | 12 | 658 | 682 | -24  | 63  |
| 12   | Tarbes PR               | 30 | 13 | 0 | 17 | 0  | 9  | 561 | 646 | -85  | 61  |
| 13   | Stade aurillacois       | 30 | 12 | 2 | 16 | 2  | 6  | 570 | 610 | -40  | 60  |
| 14   | RC Narbonne             | 30 | 12 | 0 | 18 | 0  | 11 | 550 | 654 | -104 | 59  |
| 15   | AS Béziers (P)          | 30 | 9  | 0 | 21 | 1  | 9  | 499 | 673 | -174 | 46  |
| 16   | CA Périgueux (P)        | 30 | 7  | 0 | 23 | 0  | 13 | 516 | 713 | -197 | 41  |

|  | Champion de France de Pro D2 - Promu en Top 14 (no 1).                                                                  |
|  | Participation aux phases finales de barrage pour déterminer le vice-champion, promu en Top 14 (no 2, no 3, no 4, no 5). |
|  | Descente en Fédérale 1 (no 9 rétrogradé pour raisons financières ; no 16 relégué sportivement).                         |
|  | R : relégués 2011 • P : promus 2011                                                                                     |

Attribution des points : victoire sur tapis vert : 5, victoire : 4, match nul : 2, défaite : 0, forfait : -2 ; plus les bonus (offensif : 3 essais de plus que l'adversaire ; défensif : défaite par 7 points d'écart ou moins; les deux bonus peuvent se cumuler).
Règles de classement : 1. points terrain (bonus compris) ; 2. points terrain obtenus dans les matches entre équipes concernées ; 3. différence entre essais marqués et concédés dans les matches entre équipes concernées ; 4. différence de points générale ; 5. différence entre essais marqués et concédés ; 6. nombre de points marqués ; 7. nombre d'essais marqués ; 8. nombre de forfaits n'ayant pas entraîné de forfait général ; 9. place la saison précédente ; 10. nombre de personnes suspendues après un match de championnat.

## Joueurs et encadrement technique

### Effectif professionnel
Au lancement de la saison 2011-2012, l'US Dax totalise un nombre de 30 joueurs sous contrat professionnel
| Nom                   | Poste                  | Date de naissance | Nationalité sportive | Statut int. | Club précédent      | Arrivée au club | Fin de contrat | Formé au club |
| --------------------- | ---------------------- | ----------------- | -------------------- | ----------- | ------------------- | --------------- | -------------- | ------------- |
| Sylvain Charlet       | Pilier                 | 22 août 1985      | France               | -           | CS Bourgoin-Jallieu | 2011            | -              | -             |
| Johannes Greyling     | Pilier                 | 7 mars 1985       | Afrique du Sud       | -           | RC Aubenas          | 2011            | 2012 (2013)    | -             |
| Rémi Hugues           | Pilier                 | 1er janvier 1986  | France               | -           | Biarritz olympique  | 2010            | -              | -             |
| Christopher Poulain   | Pilier                 | 25 juin 1987      | France               | -           | RC Metz             | 2006            | 2012           | oui           |
| Régis Rameau          | Pilier                 | 30 juin 1981      | France               | -           | US Coarraze Nay     | 2003            | 2012           | -             |
| Thomas Synaeghel      | Pilier                 | 26 avril 1987     | France               | -           | SU Agen             | 2010            | 2012           | -             |
| Scott Zimmerman [JM]  | Pilier                 | 20 août 1980      | France               | -           | Racing Métro 92     | 2012            | 2012           | -             |
| Emmanuel Maignien     | Talonneur              | 5 janvier 1982    | France               | -           | Section paloise     | 2011            | 2013           | -             |
| Yves Pedrosa          | Talonneur              | 16 avril 1975     | France               | -           | CA Brive            | 2005            | -              | -             |
| Mickaël Bert          | Deuxième ligne         | 4 janvier 1980    | France               | -           | Montpellier HR      | 2008            | 2012           | -             |
| Claude Dry            | Deuxième ligne         | 29 octobre 1985   | Afrique du Sud       | -           | FC Grenoble         | 2010            | 2012           | -             |
| Jacques Naude         | Deuxième ligne         | 1er janvier 1987  | Afrique du Sud       | -           | Limoges rugby       | 2011            | -              | -             |
| Mikaera Tewhata       | Deuxième ligne         | 22 juin 1976      | France               | -           | Aviron bayonnais    | 2010            | 2012           | -             |
| Bastien Adrillon      | Troisième ligne aile   | 30 août 1986      | France               | -           | -                   | 2003            | -              | oui           |
| Olivier August        | Troisième ligne aile   | 11 août 1985      | France               | -           | -                   | -               | -              | oui           |
| Cédric Béal           | Troisième ligne aile   | 17 octobre 1986   | France               | -           | RC Toulon           | 2010            | 2012           | -             |
| Mathieu Lièvremont    | Troisième ligne aile   | 6 novembre 1975   | France               | oui         | SU Agen             | 2007            | 2012           | -             |
| Noa Soqeta            | Troisième ligne centre | 27 février 1980   | Fidji                | -           | Cavalieri Prato     | 2011            | -              | -             |
| Liam Davies           | Demi de mêlée          | 10 mai 1986       | Pays de Galles       | -           | Ospreys             | 2010            | 2012           | -             |
| Mickaël Lopez         | Demi de mêlée          | 24 février 1987   | Espagne              | oui         | Aviron bayonnais    | 2010            | 2012           | -             |
| Richard Apanui        | Demi d'ouverture       | 2 octobre 1979    | Nouvelle-Zélande     | -           | Tarbes PR           | 2010            | 2012           | -             |
| Romain Lacoste        | Demi d'ouverture       | 29 mars 1987      | France               | -           | Stade rochelais     | 2011            | -              | -             |
| Mark Ireland          | Centre                 | 22 novembre 1982  | Angleterre           | -           | US Montauban        | 2011            | -              | -             |
| Mafileo Kefu [JM]     | Centre                 | 5 février 1983    | Tonga                | -           | RC Toulon           | 2012            | -              | -             |
| Alexandre Lacaze      | Centre                 | 24 juillet 1989   | France               | -           | -                   | -               | -              | oui           |
| Sylvain Mirande       | Centre                 | 30 juin 1984      | France               | -           | Montpellier HR      | 2011            | 2012 (2013)    | -             |
| Saula Radidi          | Centre                 | 4 juin 1984       | Fidji                | oui         | SC Albi             | 2010            | 2012           | -             |
| Filimone Bolavucu     | Ailier                 | 13 février 1981   | Fidji                | oui         | Aviron bayonnais    | 2010            | 2012           | -             |
| Simon Ternisien       | Ailier                 | 1er avril 1987    | France               | -           | Stade montois       | 2011            | -              | -             |
| Jean-Matthieu Alcalde | Arrière                | 15 mai 1985       | France               | -           | Montpellier HR      | 2011            | -              | -             |
| Matthieu Bourret      | Arrière                | 26 avril 1985     | France               | -           | Castres olympique   | 2010            | 2012           | -             |
| Laurent Diaz          | Arrière                | 26 avril 1985     | France               | -           | Biarritz olympique  | 2003            | 2012           | -             |

### Joueurs sous contrat espoir
| Nom             | Poste                | Date de naissance | Nationalité sportive | Statut int. | Club précédent          | Arrivée au club | Fin de contrat | Formé au club |
| --------------- | -------------------- | ----------------- | -------------------- | ----------- | ----------------------- | --------------- | -------------- | ------------- |
| Anthony Coletta | Troisième ligne aile | 25 avril 1989     | France               | -           | CA Brive                | 2010            | -              | oui           |
| Étienne Quiniou | Demi de mêlée        | 21 janvier 1992   | France               | -           | FC Haguenau             | 2010            | -              | oui           |
| Rémi Vignau     | Centre               | 13 novembre 1991  | France               | -           | Toulouse olympique XIII | 2011            | -              | -             |

### Joueurs du centre de formation
La classe 2011-2012 du centre de formation tenu par Jérôme Daret compte 10 pensionnaires, dont cinq nouveaux stagiaires, les piliers Thibaud Dréan et Timothée Lafon, le troisième ligne aile Clément Adami, le demi de mêlée Thibaut Lesparre et le demi d'ouverture Yoann Laousse Azpiazu, déjà joueurs des équipes junior dacquoises.
La structure de formation est cette saison classée en catégorie 1 du classement des meilleurs centres de formation professionnels.
| Nom                   | Poste                  | Date de naissance | Nationalité sportive | Statut int. | Club précédent     | Arrivée au club | Arrivée au CDF | Formé au club |
| --------------------- | ---------------------- | ----------------- | -------------------- | ----------- | ------------------ | --------------- | -------------- | ------------- |
| Pierre Choinard       | Pilier                 | 12 novembre 1991  | France               | -           | Peyrehorade sports | [ Note 4 ]      | 2009           | oui           |
| Thibaud Dréan         | Pilier                 | 6 janvier 1992    | France               | -           | Stade rochelais    | 2010            | 2011           | oui           |
| Timothée Lafon        | Pilier                 | 17 février 1989   | France               | -           | Section paloise    | 2010            | 2011           | oui           |
| Thomas Larrieu        | Talonneur              | 11 mai 1991       | France               | -           | -                  | -               | -              | oui           |
| Clément Adami         | Troisième ligne aile   | 20 août 1992      | France               | -           | -                  | -               | 2011           | oui           |
| Kévin Boukechiche     | Troisième ligne aile   | 9 juin 1992       | France               | -           | Nancy Seichamps    | 2010            | 2010           | oui           |
| Jan-Lou Hary          | Troisième ligne centre | 17 avril 1992     | France               | -           | RC naborien        | 2010            | 2010           | oui           |
| Thibaut Lesparre      | Demi de mêlée          | 22 août 1992      | France               | -           | -                  | 2001            | 2011           | oui           |
| Yoann Laousse Azpiazu | Demi d'ouverture       | 20 août 1991      | France               | -           | Parentis SR        | 2009            | 2011           | oui           |
| Maxime Mathy          | Demi d'ouverture       | 24 octobre 1992   | France               | -           | CS lédonien        | 2010            | 2010           | oui           |
| Julien Dechavanne     | Ailier                 | 5 décembre 1989   | France               | -           | CA Périgueux       | 2008            | 2010           | oui           |

### Statistiques individuelles
Le buteur Romain Lacoste termine quatorzième meilleur réalisateur du championnat avec 168 points à son actif (dont deux essais, soit 158 points au pied). Il devance Richard Apanui (143 points) et Matthieu Bourret (125 points). En ce qui concerne les marqueurs d'essais, Saula Radidi détient la première place au classement du club et la onzième de la ligue avec huit essais, loin devant ses coéquipiers.

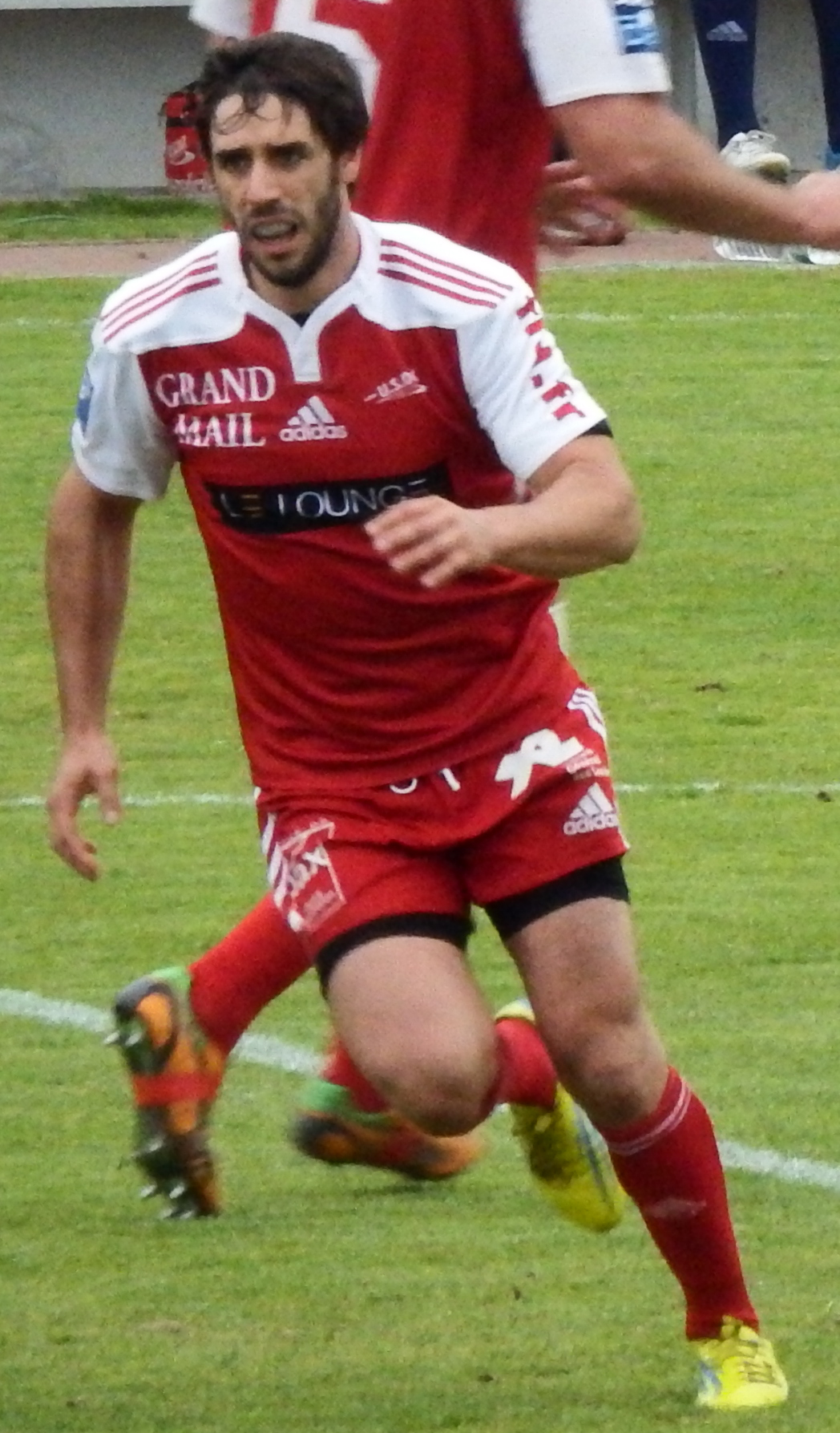
Romain Lacoste, meilleur réalisateur du club et 14e du championnat.
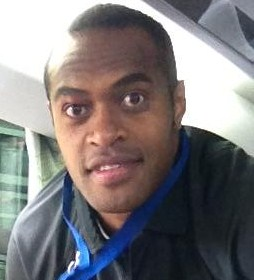
Saula Radidi, meilleur marqueur d'essais du club et 11e du championnat.

### Récompenses et distinctions
Au cours de la saison 2011-2012, le journal quotidien régional Sud Ouest et le réseau de radios locales France Bleu récompensent chaque mois dans le cadre du Trophée Rugby France Bleu Sud Ouest le meilleur joueur du championnat de France de 1re division et de 2e division, sur la région géographique couverte par le journal (région Aquitaine et départements de la Charente, la Charente-Maritime, et du Gers). Après une sélection de trois joueurs choisis par les deux médias, le public élit le joueur du mois de chaque division avec des votes par Internet. Trois joueurs de l'US Dax ont ainsi été élus joueur de Pro D2 du mois pendant cette saison : Laurent Diaz en octobre 2011, Mickaël Bert en décembre et Romain Lacoste en mars 2012.
Bert est également récompensé de l'Oscar Midi olympique mensuel du mois de novembre.
Thomas Synaeghel figure dans l'équipe-type titulaire du Midi olympique des meilleurs joueurs de Pro D2 de cette saison 2011-2012, basée sur le total des notes attribuées chaque journée par le journal spécialisé.

### Joueurs en sélection nationale

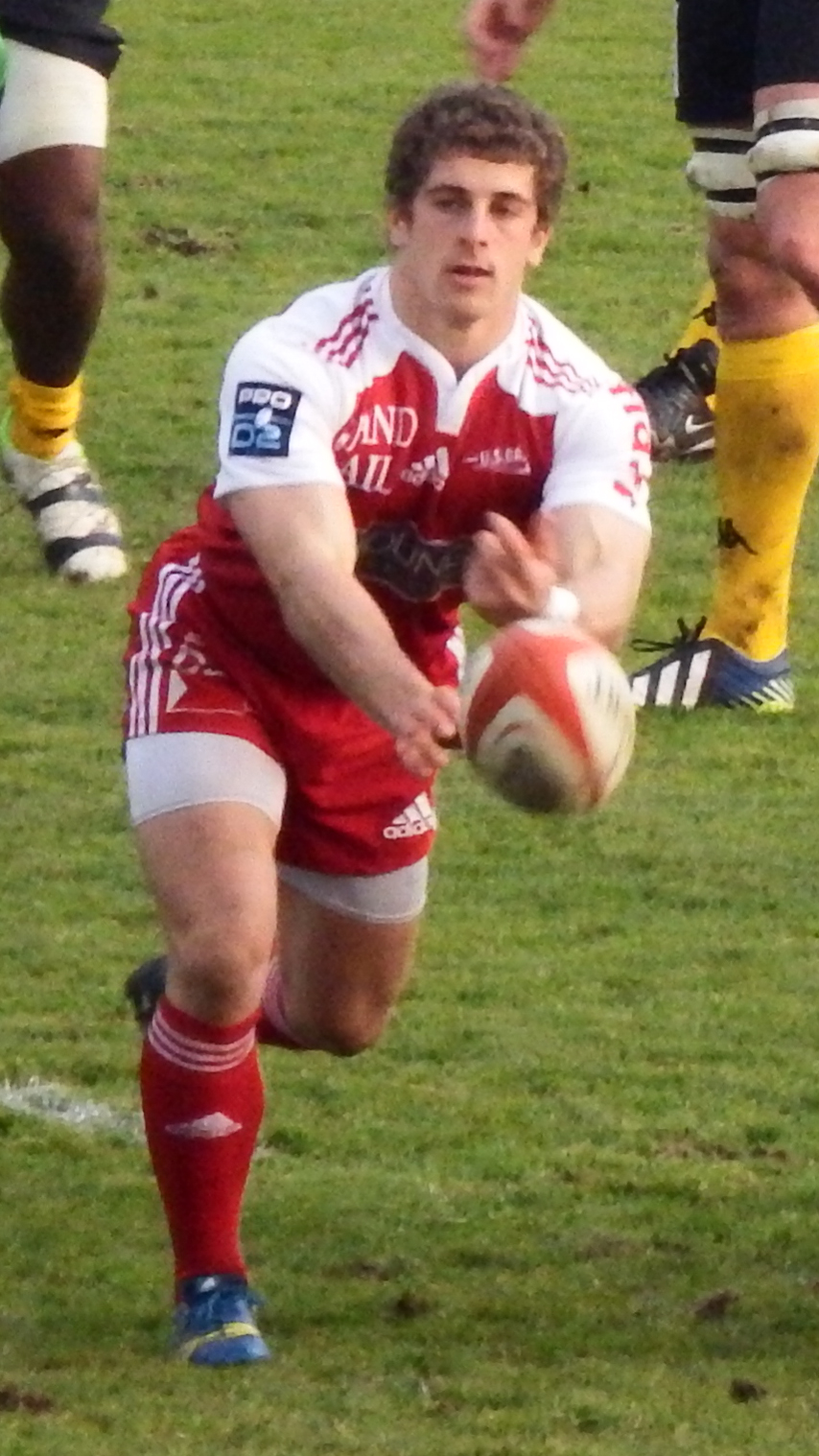
Étienne Quiniou porte le maillot de l'équipe de France -20 en marge de son intégration au Pôle France.

L'espoir Étienne Quiniou intègre le Pôle France pour faire partie de la promotion 2010-2011 Adrien Chalmin et dispute un premier match avec la sélection Développement des moins de 20 ans contre l'Irlande -20, achevé sur une victoire 24-15. Il est sélectionné à la fin de la saison avec l’équipe de France des moins de 20 ans pour participer au championnat du monde junior 2012. Sur la feuille de match pour quatre des cinq rencontres,,,, il termine avec la France 6e de la compétition.
Mickaël Lopez, d'origine française et de nationalité sportive espagnole, est appelé à disputer le championnat européen des nations au sein de l'équipe nationale d'Espagne à trois reprises.
Le membre du centre de formation Yoann Laousse Azpiazu est sélectionné en équipe de France de rugby à sept pour les deux premières étapes du Seven's Grand Prix Series 2011, de Lyon et Moscou. Il intègre également l'équipe de France à sept Développement pour le tournoi de Prague qu'il remporte, ainsi que le tournoi de Singapour. Il est rappelé en équipe première pour les quatre dernières étapes de l'IRB Sevens World Series (Hong Kong et Japon, puis Écosse et Angleterre). Il ajoute ainsi à son palmarès le Bowl de l'étape japonaise et le Shield de l'étape londonienne.
Thomas Synaeghel apparaît sur la liste de Philippe Saint-André de 27 joueurs ne disputant pas les demi-finales de Top 14, afin de participer à des tests physiques au Centre national du rugby en préparation pour la tournée d'été en Argentine. Sur l'ensemble des pré-sélectionnés, il fait partie des deux joueurs de Pro D2 présents. Il n'est néanmoins pas retenu au sein de l'effectif final.
Mafileo Kefu décroche à la fin de la saison ses trois premières capes internationales avec l'équipe des Tonga: il est choisi pour participer à la Pacific Nations Cup 2012.

## Aspects juridiques et économiques

### Structure juridique et organigramme
En 2011-2012, l'équipe professionnelle est gérée par la SASP US Dax rugby Landes, entreprise déclarée le 3 juillet 1998 et présidée depuis 2002 par Gilbert Ponteins. La SASP est liée par le biais d'une convention à l'association loi de 1901 US Dax rugby, déclarée le 31 juillet 1997 et présidée par Philippe Celhay, structure qui regroupe le centre de formation et les équipes amateurs.
| Direction | Administratif | Sportif |
| --- | --- | --- |
| - Directoire : - Président : Gilbert Ponteins - Membres : Jean-Patrick Lescarboura, Christophe Ponteins - Conseil de surveillance : - Président : Alain Pecastaing - Membres : Pierre Albaladejo, Sylvain Antol, Jean-Pierre Bastiat, Jean-Louis Bérot, Philippe Celhay, Joel Chastenet, Claude Dourthe, François Gachet, Philippe Jacquemain, Bernard Trémont - Conseil d'orientation : - Membres : Georges Capdepuy, Philippe Darrigade, Jean-Claude Delineau, Claude Dufau, Bernard Juzans, Jean-Jacques Pradere, Jean-Claude Saint-Avit | - Directeur administratif et financier : Jean-Marc Degos - Chargé des finances : Michel Larrouquis - Responsables partenariat : Patrice Labeyrie, Hervé Lartigue, Guillaume Quaetaers - Responsable communication : Mathieu Rousset - Responsable billetterie : Karine Schoonjans - Boutique : Marion Haage - Comptabilité : Josiane Senjean - Accueil et secrétariat : Catherine Hontang, Catherine Magne-Prax | - Conseiller sportif : Jean-Patrick Lescarboura - Entraîneurs : David Darricarrère et Frédéric Garcia - Préparateurs physiques : Sébastien Ayala, Guillaume Boude et Vincent Piccolo - Responsables du centre de formation : Jérôme Daret et Philippe Prosper |

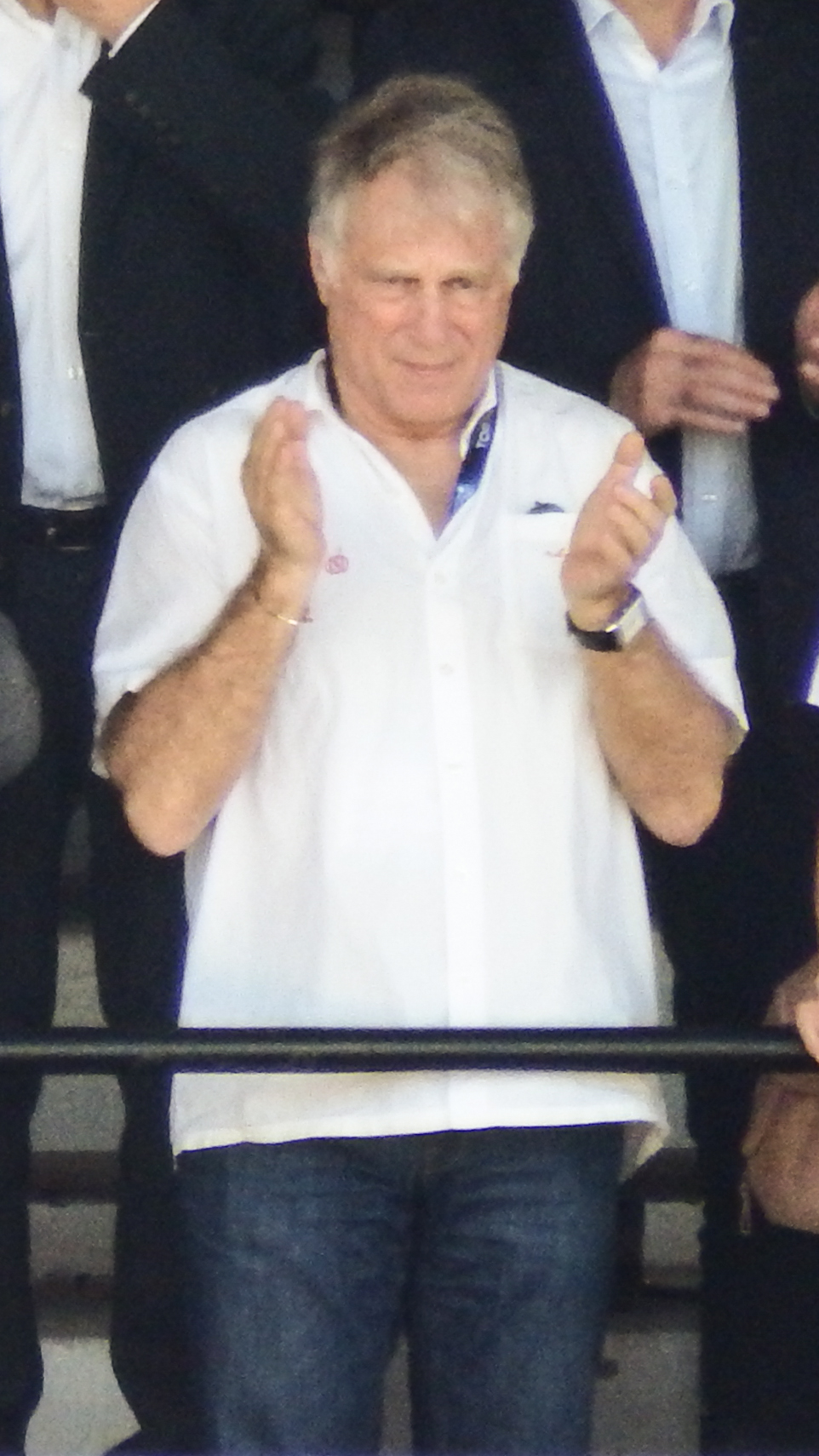
Gilbert Ponteins est président du club professionnel depuis 2002.

### Éléments comptables
Le budget prévisionnel de l'US Dax est de 5,295 millions d'euros, ce qui correspond au septième budget des clubs de la Pro D2, derrière les 8,93 millions d'euros du FC Grenoble.
La masse budgétaire officielle s'élève à 6,196 millions d'euros.
La Ligue nationale de rugby reverse cette saison un total de 1 026 000 euros à l'US Dax : 761 000 de droits télévisés et de marketing, 30 000 de caisse de blocage, 64 000 pour le centre de formation, 16 000 d'indemnités de déplacement, 4 000 d'indemnités pour les sélections de ses joueurs en équipe de France des moins de 20 ans et 151 000 d'indemnités forfaitaires du fait des incidences de la Coupe du monde de rugby à XV 2011 sur le championnat et les effectifs.

### Tenues, équipementiers et sponsors
L'US Dax est équipée depuis la saison précédente par la marque landaise Adishatz,.
L'équipe évolue avec deux jeux de maillots, arborant le personnage de Joanòt, mascotte de l'équipementier gascon, en tenue de rugbyman:
- un ensemble maillot et short rouges assorti de chaussettes blanches, utilisé comme tenue principale;
- un ensemble maillot blanc assorti des mêmes shorts et chaussettes.

Les sponsors affichés sur les maillots du club sont :
- en sponsor principal: Calicéo, centre de remise en forme aquatique & beauté-massages, partenaire de l'US Dax depuis 1998[50];
- sur la gauche de la poitrine, le centre commercial Le Grand Mail de Saint-Paul-lès-Dax ;
- sur la manche gauche, à partir de la 4e journée, Francis Lavigne Développement, spécialiste dans les chaussures médicales et paramédicales[51] ;
- sur le haut du dos, le groupe Thermes Adour, groupe thermal ;
- sur le devant de la jambe droite, le Conseil général des Landes ;
- sur le devant de la jambe gauche, les Thermes Bérot, autre groupe thermal.

## Affluence et couverture médiatique

### Affluence au stade
59 281 entrées ayant été enregistrées pour les 15 rencontres de championnat de l'US Dax au stade Maurice-Boyau, l'affluence moyenne du club à domicile est de 3 952 spectateurs, soit un taux de remplissage de 24.4 %. Il s'agit de la neuvième affluence du championnat, loin de celles du Stade rochelais (9 801 spectateurs de moyenne) et du FC Grenoble (6 697). Le record d'affluence de la saison à domicile est réalisé lors du derby landais contre le Stade montois, 8 578 spectateurs assistant à la rencontre,, pour un taux de remplissage de 53.0 % de l'enceinte dacquoise aux 16 170 places officielles.
À la fin de la saison 2011-2012, l'US Dax dénombre 1 754 abonnés.
Affluence à domicile (stade Maurice-Boyau)

### Retransmissions télévisées
Plusieurs rencontres de la saison font l'objet d'une retransmission télévisée. Entre autres, dans le cadre des 12e et 14e journées, la réception de l'US Carcassonne et le déplacement chez le FC Grenoble sont respectivement retransmises par Sport+ et Eurosport. Le match de la 22e journée mettant en scène le déplacement de l'US Dax sur le terrain du Stade rochelais est pris en charge par Eurosport, mais décalé en fin d'après-midi en raison de la rencontre du Tournoi des Six Nations entre la France et l'Irlande jouée le même jour. Quelques semaines plus tard, le match à l'extérieur joué chez le SC Albi lors de la 24e journée est retransmis en co-diffusion par Sport+ et les antennes régionales de France 3. Pour la 26e journée, la réception du CA Périgueux est diffusée par Sport+. Le match de la dernière journée de la phase régulière est retransmise par Eurosport est le déplacement chez le CS Bourgoin-Jallieu, décisif pour les affiches des demi-finales. La demi-finale contre le Stade montois est également diffusée par Eurosport.

## Extra-sportif

### Décès
L'ancien talonneur emblématique de l'US Dax Léon Berho meurt dans la nuit du 6 au 7 mars 2015 à l'âge de 79 ans à Dax,. Trois fois finaliste du championnat de France, il formait la fameuse première ligne dacquoise des « Trois B » avec les piliers André Berilhe et Jean Bachelé.